# Hypolimnas alimena
Espèce
Hypolimnas alimena est un insecte lépidoptère  de la famille des Nymphalidae, de la sous-famille des Nymphalinae et du genre Hypolimnas.

## Historique et dénomination
L'espèce Hypolimnas alimena a été décrite par le naturaliste suédois Carl von Linné en 1758, sous le nom initial de Papilio alimena

### Synonymie
- Papilio alimena Linné, 1758 Protonyme

### Noms vernaculaires
Hypolimnas alimena se nomme en anglais Blue-banded Eggfly.

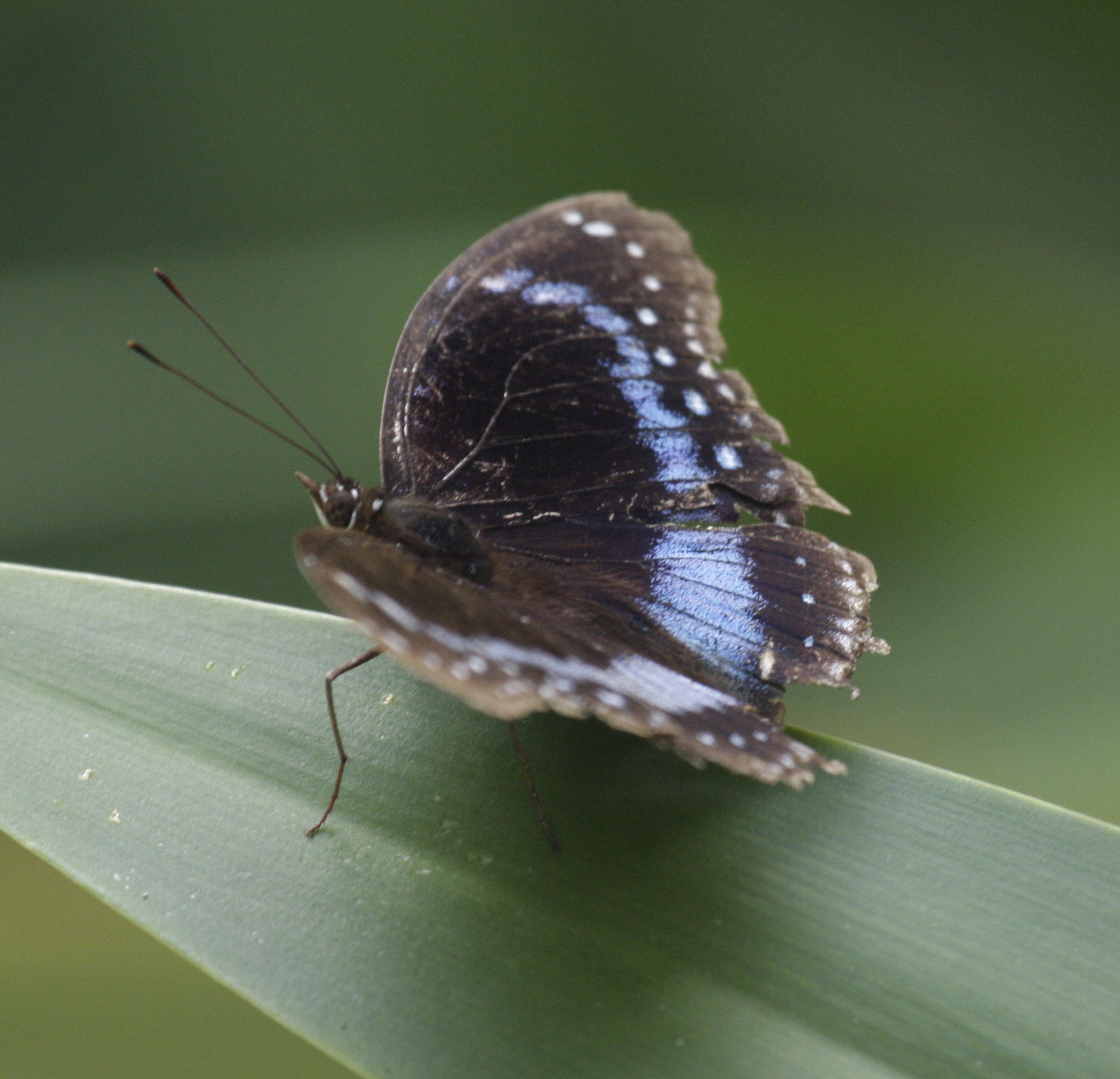
Hypolimnas alimena en Australie

## Taxinomie
Liste des sous-espèces
- Hypolimnas alimena alimena
- Hypolimnas alimena afra Fruhstorfer ;
- Hypolimnas alimena bandana Fruhstorfer ;
- Hypolimnas alimena bateia Fruhstorfer ;
- Hypolimnas alimena catalai Viette, 1950; en Nouvelle-Calédonie[3].
- Hypolimnas alimena curicta Fruhstorfer,1912 ;
- Hypolimnas alimena darwinensis Waterhouse et Lyell, 1914 ;  ; en Australie dans les Territoires du Nord.
- Hypolimnas alimena diffusa Howarth ;
- Hypolimnas alimena eligia Fruhstorfer ;
- Hypolimnas alimena eremita Butler, 1883 ; en Nouvelle-Guinée.
- Hypolimnas alimena forbesi Butler; à Timor ;
- Hypolimnas alimena fulginescens Mathew ;
- Hypolimnas alimena heteromorpha Röber ;
- Hypolimnas alimena inexpectata Godman et Salvi ; à l'archipel Bismark.
- Hypolimnas alimena lamina Fruhstorfer, 1903 ; en Australie dans le Queensland.
- Hypolimnas alimena libateia Howarth ;
- Hypolimnas alimena libisonia Fruhstorfer ;
- Hypolimnas alimena manusi Rothschild, 1915 ;
- Hypolimnas alimena obsolescens Fruhstorfer ;
- Hypolimnas alimena polymena Felder ;
- Hypolimnas alimena remigia Fruhstorfer ;
- Hypolimnas alimena salomonis Ribbe ;
- Hypolimnas alimena saturnia Fruhstorfer, 1903 ;
- Hypolimnas alimena senia Fruhstorfer ;
- Hypolimnas alimena ysabela Fruhstorfe ;

## Description
C'est un grand papillon aux ailes antérieures au bord concave. Les mâles présentent un dessus noir avec une large bande bleue doublant une bande submarginale noire marquée d'une ligne de points blancs et un revers marron. 
Les femelles sont marron marquées de blanc.

## Biologie

### Plantes hôtes
Les plantes hôtes de sa chenille sont Asystasia gangetica, Graptophilum pictum et Pseuderanthemum variabile..

## Écologie et distribution
Il est présent en Indonésie, Nouvelle-Guinée, aux Moluques, en Australie et en Nouvelle-Calédonie,. 

### Biotope
Il réside dans la forêt humide.

### Protection
Pas de statut de protection particulier.

## Philatélie
La poste australienne a émis en 2004 un timbre à son effigie d'une valeur de 10c. 

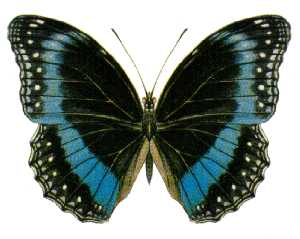
Hypolimnas alimena